# Marcin Orchowski
Marcin Orchowski herbu Nałęcz – podstoli chełmski od 1660 roku.
Był elektorem Michała Korybuta Wiśniowieckiego z ziemi chełmskiej w 1669 roku.